# August Algermissen
August Algermissen (* 4. Juni 1872 in Moritzberg bei Hildesheim; † nach 1902) war ein deutscher Figurenmaler der Düsseldorfer Schule.

## Leben
Algermissen besuchte von 1890 bis 1894 die Kunstakademie Düsseldorf. Dort waren Heinrich Lauenstein, Hugo Crola, Adolf Schill, Arthur Kampf und vor allem Peter Janssen der Ältere seine Lehrer.